# Cathédrale Sainte-Catherine de Kherson
Cette  cathédrale n’est pas la seule cathédrale Sainte-Catherine.
La cathédrale Sainte-Catherine (ukrainien : Катерининський собор ; russe : Екатерининский собор) est un édifice religieux à Kherson, en Ukraine.

## Historique
Elle est érigée entre 1781 et 1786 et accueille la tombe de Grigori Potemkine. Œuvre de Ivan Starov et réalisée par Ivan Sitnikov elle fait partie de la Forteresse de Kherson.

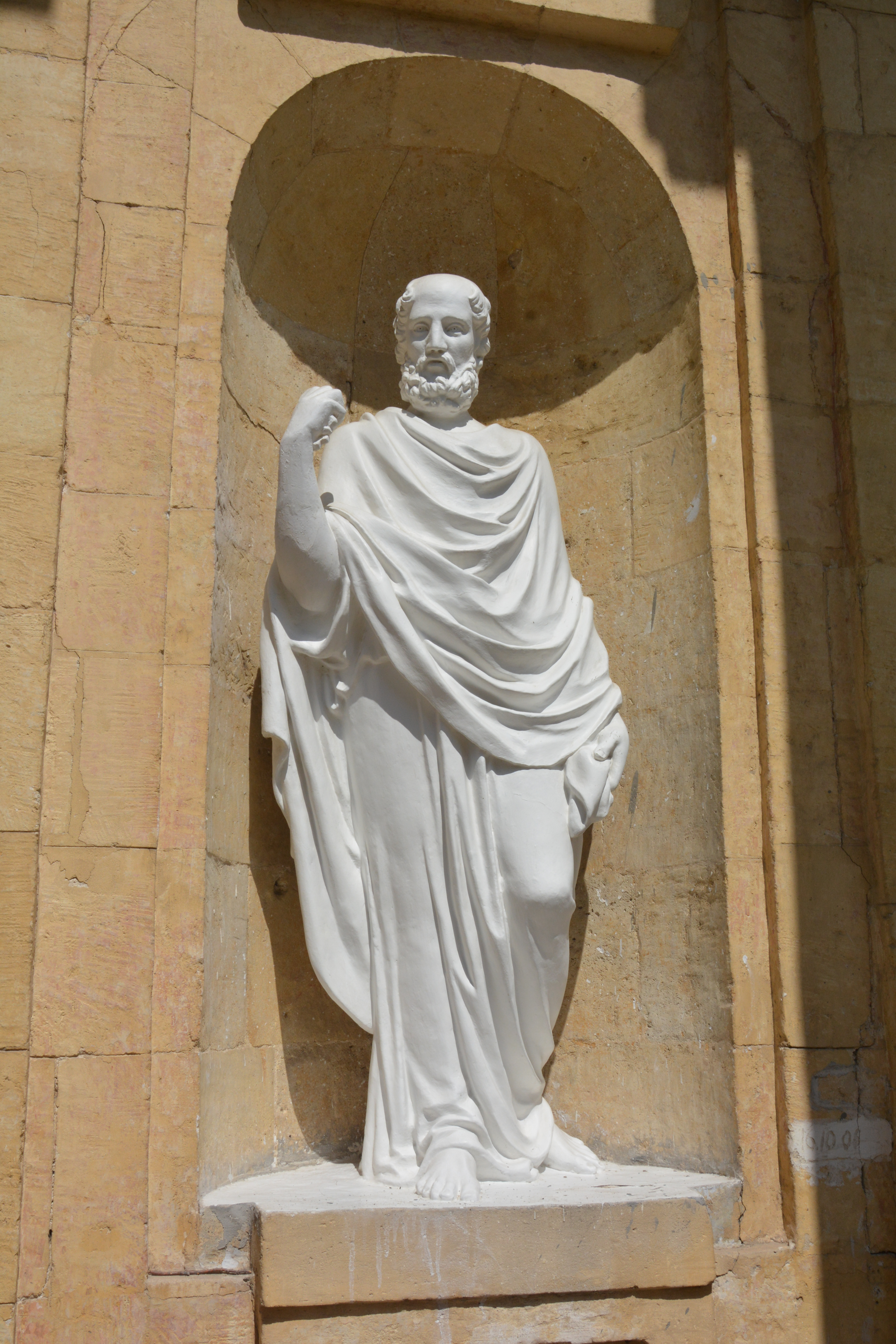
Statues
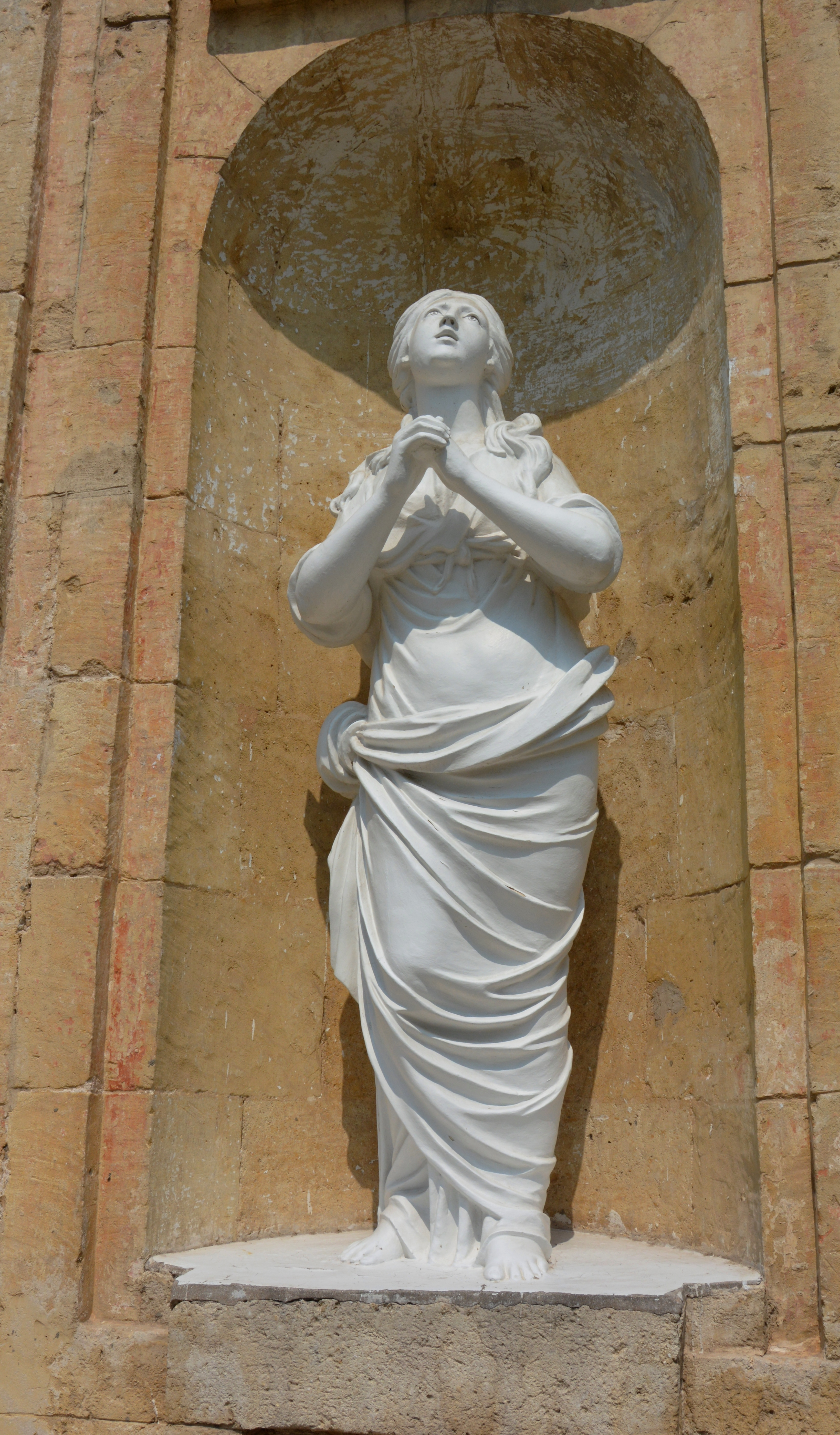
en
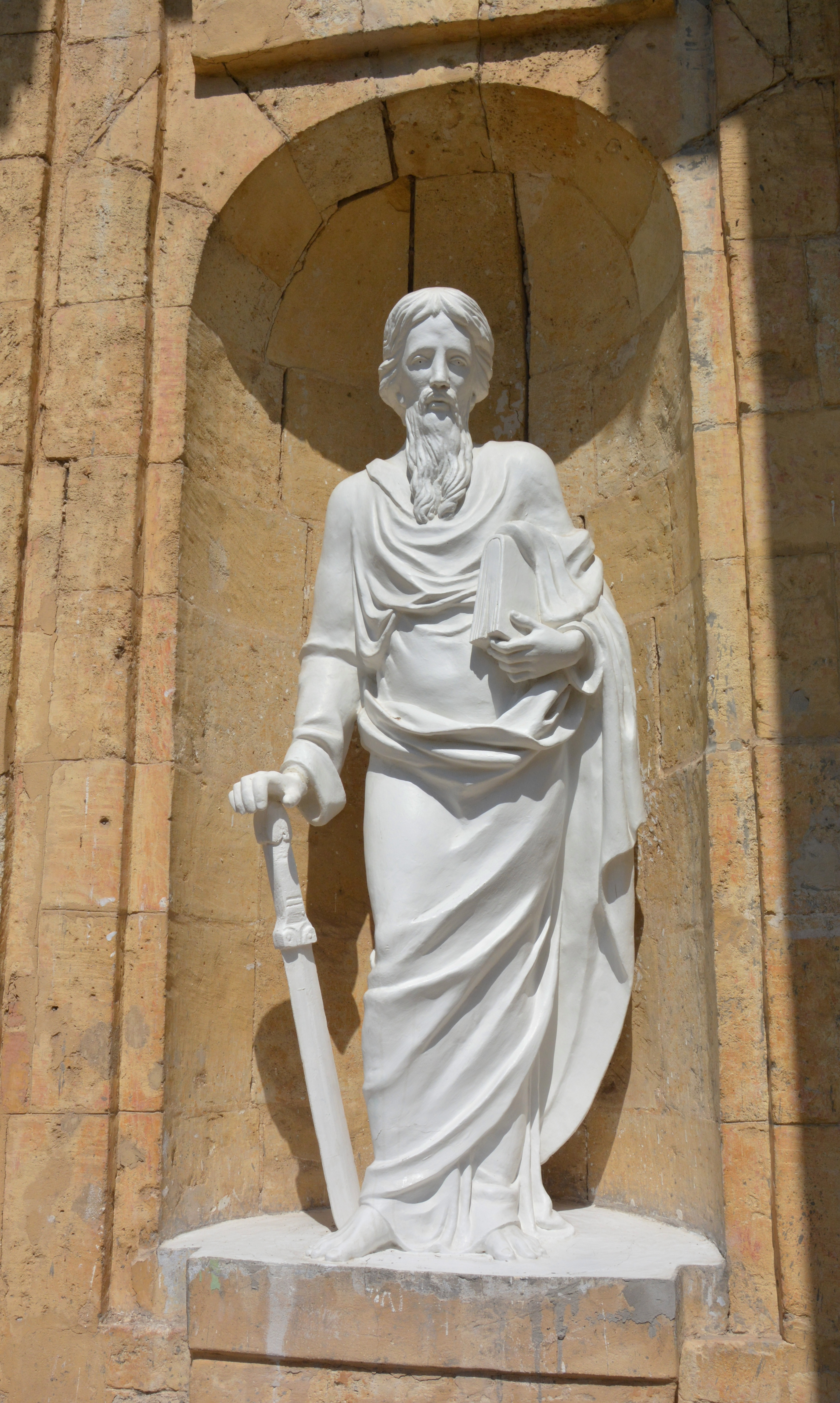
façade.
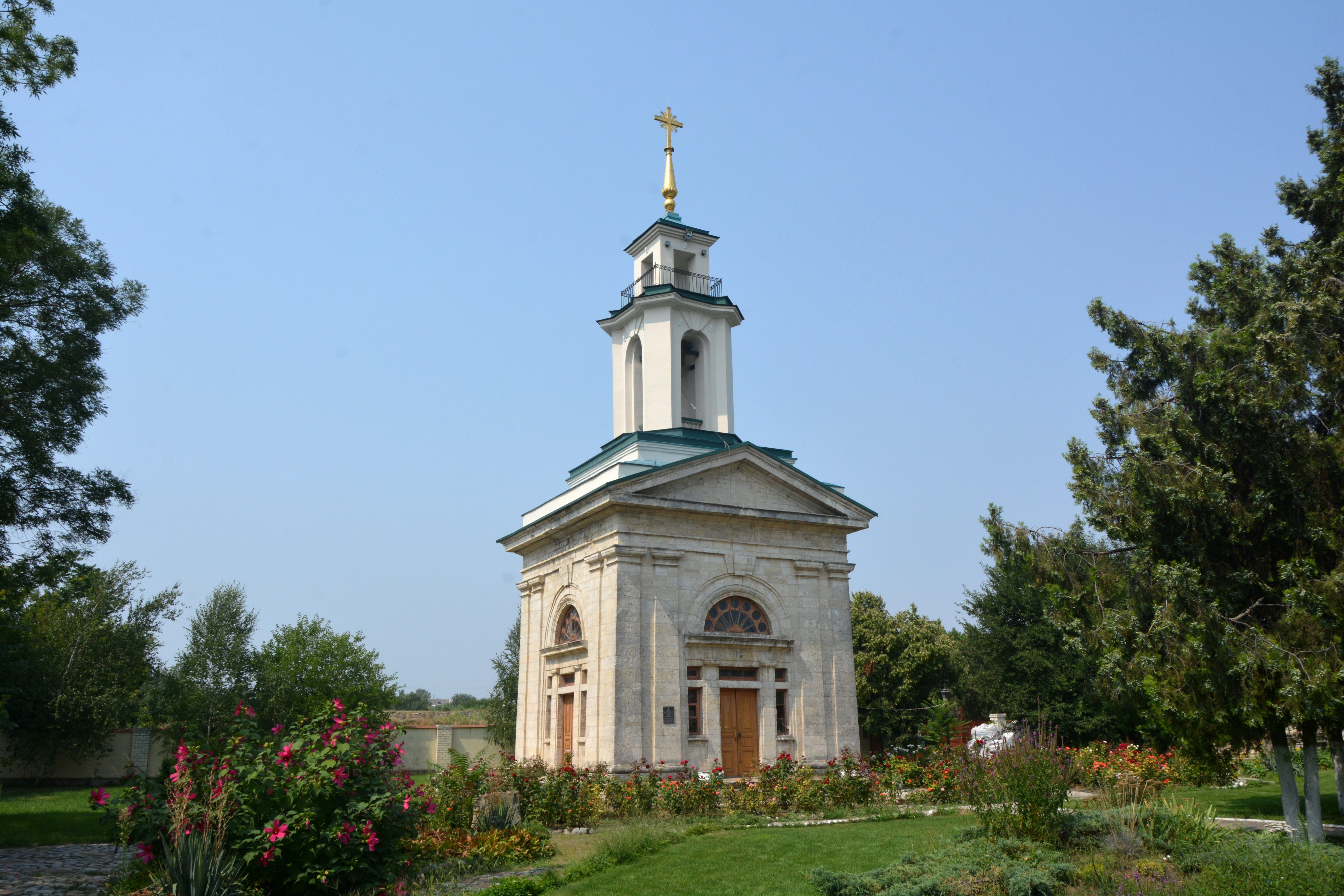
Le clocher.

Son clocher en bois est érigé à part en 1786, puis remplacé par un autre en pierre en 1800. En 1808 il est rehaussé, haut de vingt-six mètres et contenant douze cloches. Il ne subsiste que la partie basse du clocher car la partie supérieure ainsi que les cloches ont été détruites en 1930.

### Cimetière
Elle sert de nécropole militaire pour les soldats mort au Siège d'Otchakov (1788). Le prince  Alexandre Wurtembourg-Stuttgart, frère de Maria Feodorovna, mort à Galati, le général Meller-Zakomelsky, le général Volkonski, Emanuel Giani Ruset.

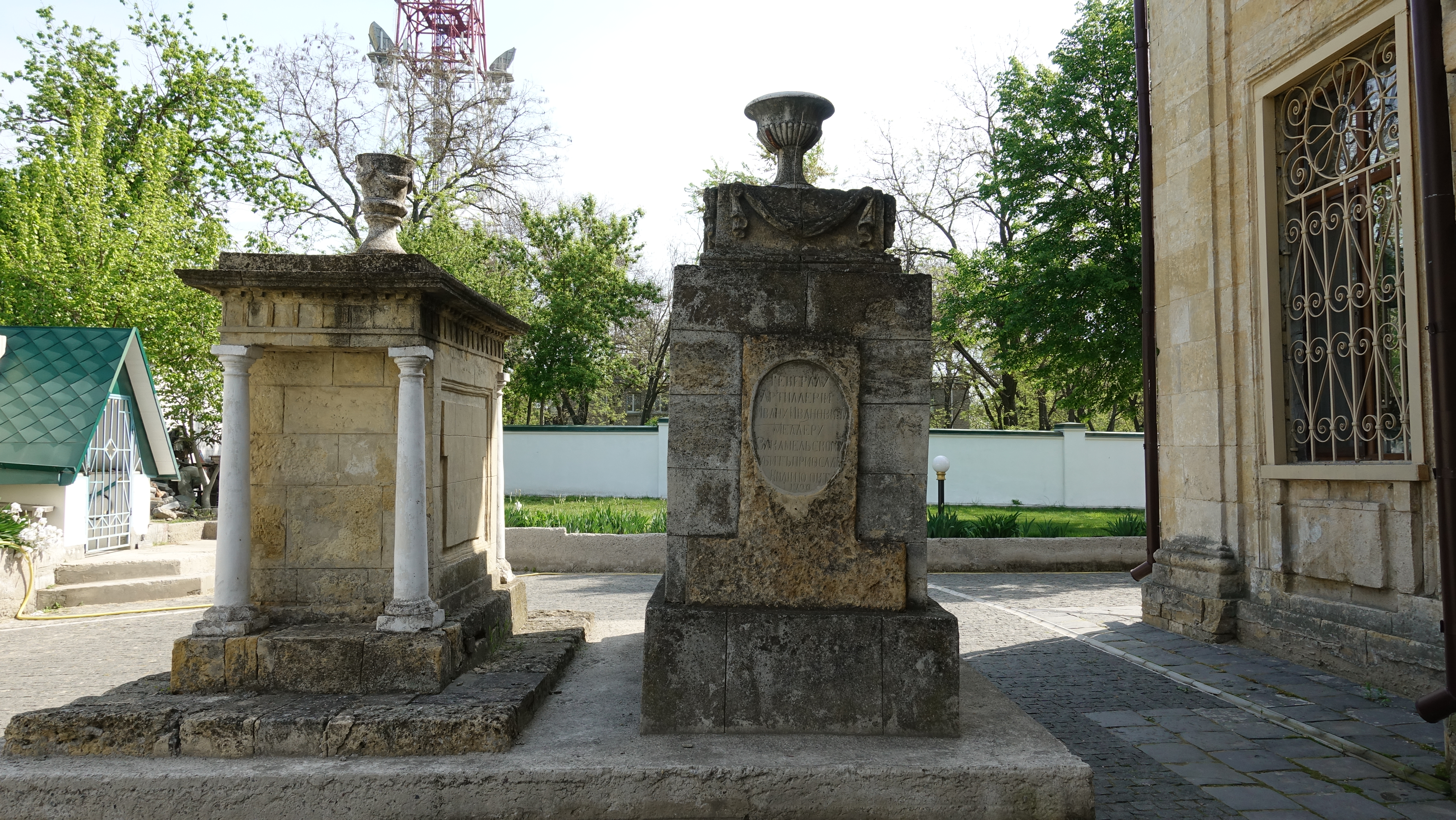
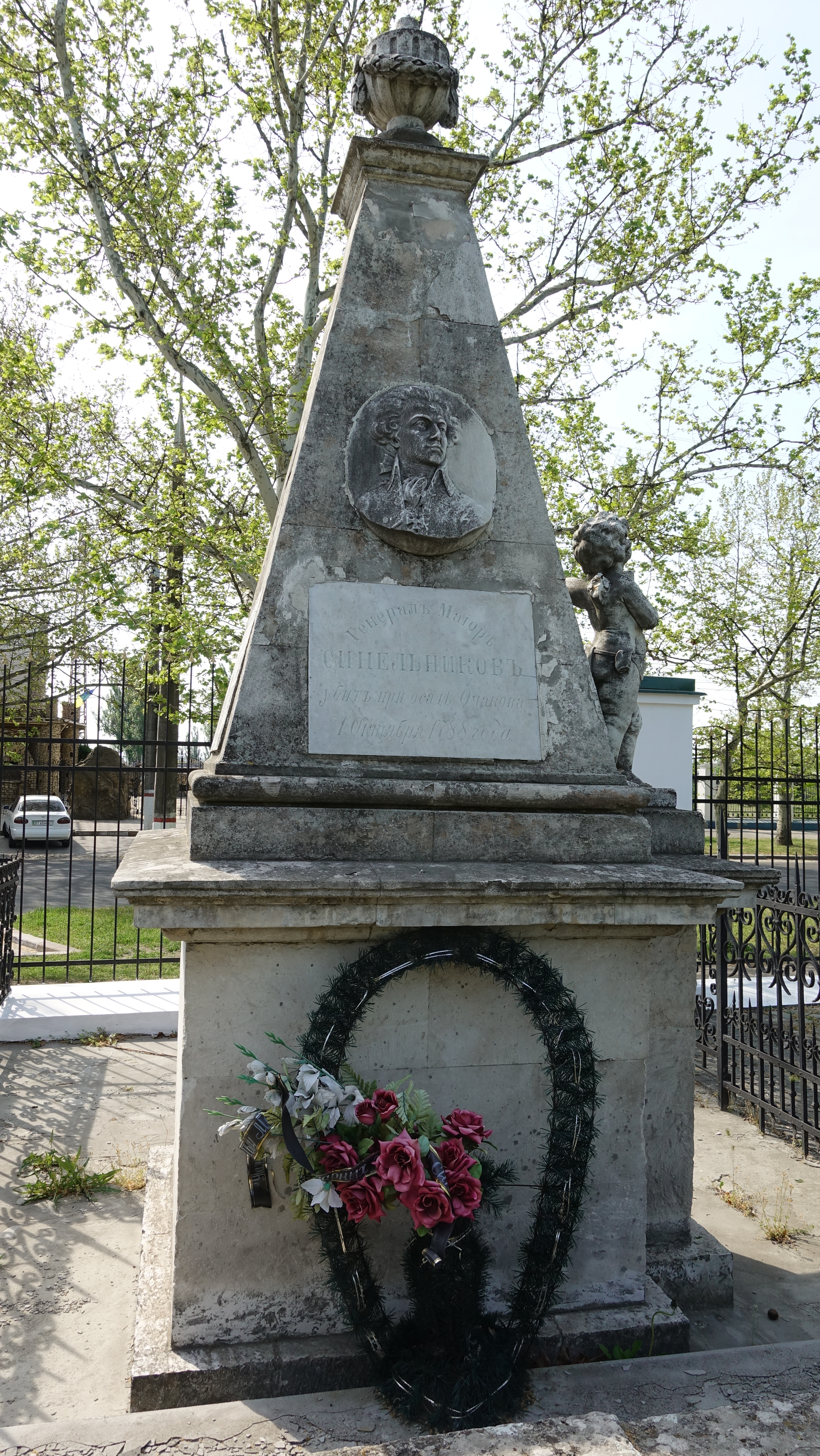

### Intérieur
Son iconostase est l'œuvre de Pavel Brioullo, Vladimir Borovikovski et Nicolaï Chliakhine.

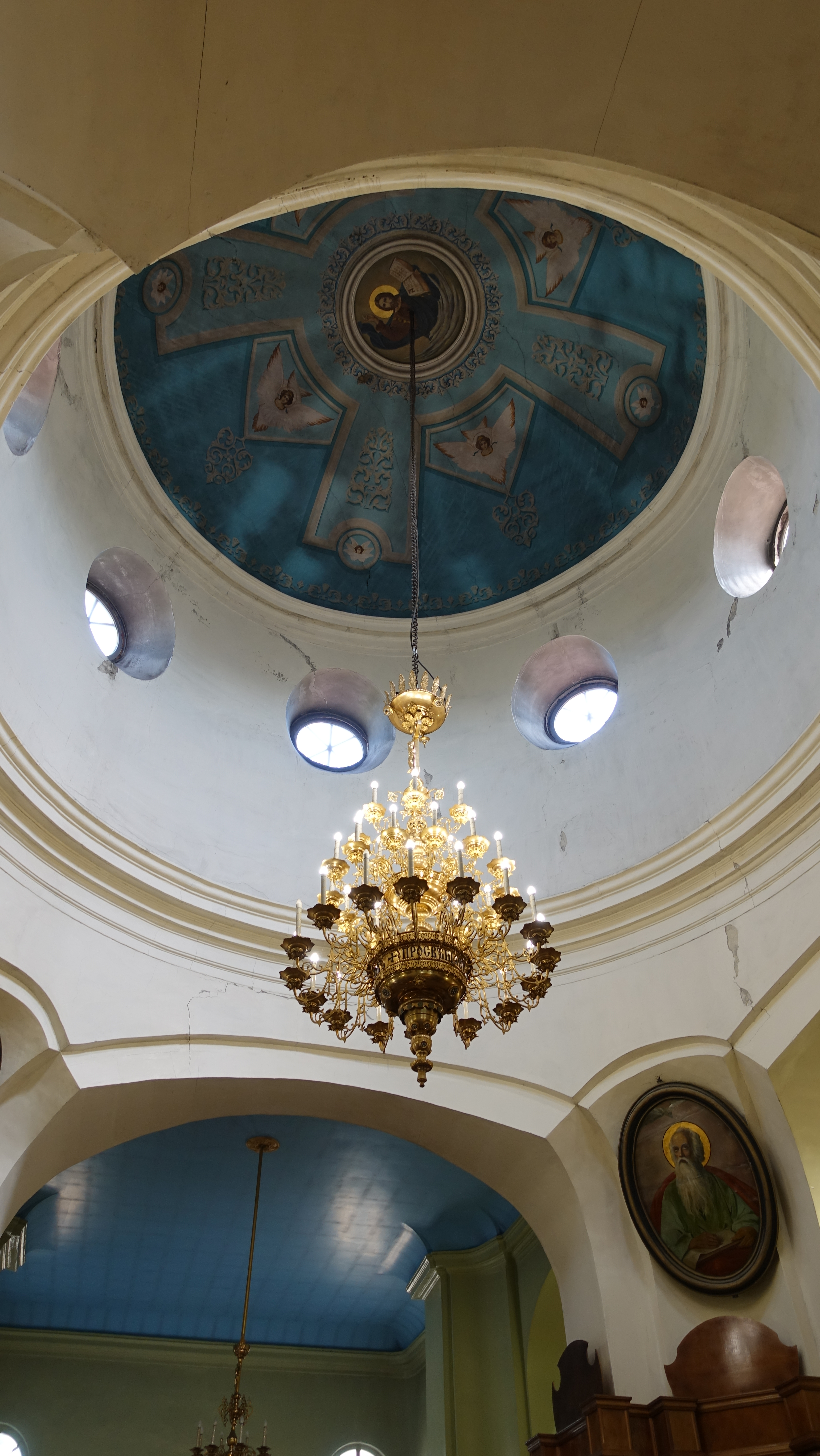
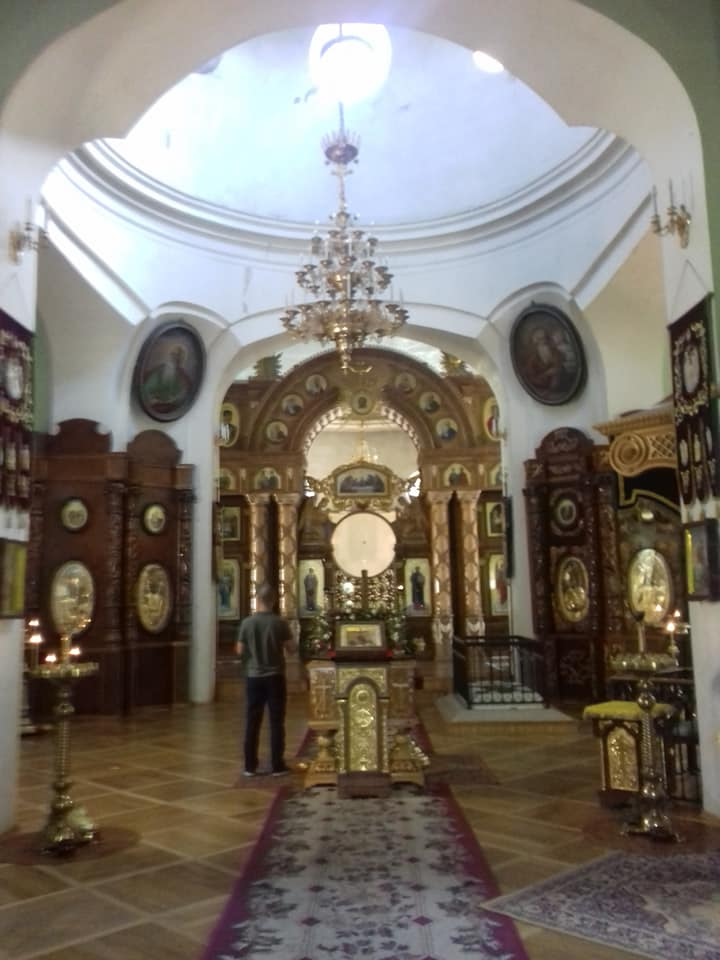
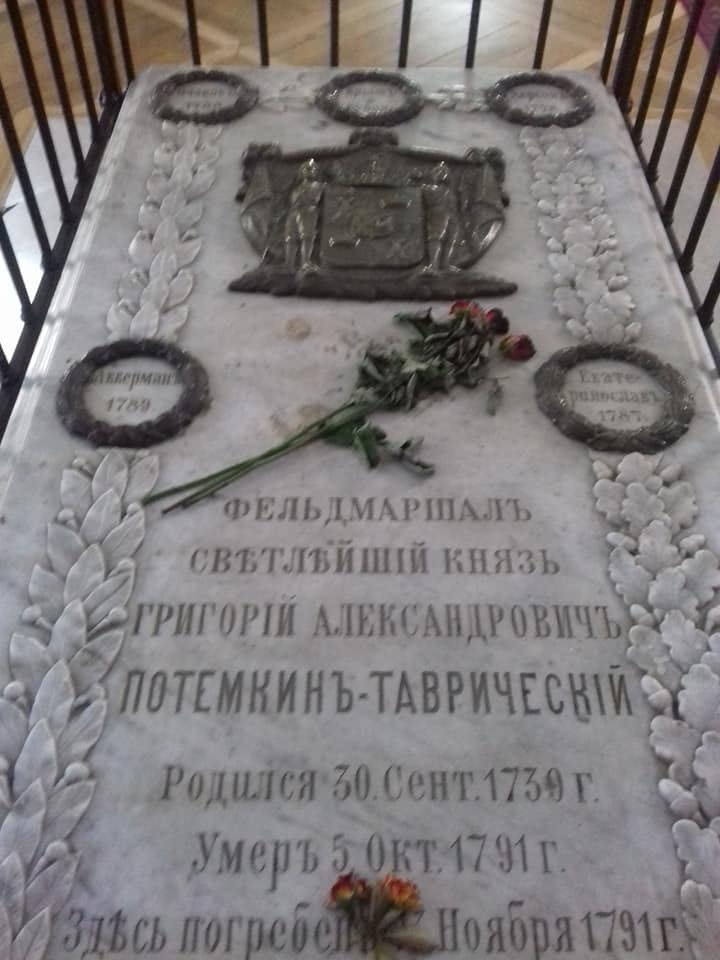
Tombe de Potemkine.